# 羚羊谷线
羚羊谷线（英語：Antelope Valley Line）也有称为安蒂洛普山谷线，是南加州都会铁道运营的一条线路，来往于兰开斯特和洛杉矶联合车站之间，线路名因于兰开斯特的起迄站位于羚羊谷的得名。该线路于1992年开始运营，是南加州都会铁道最初三条线路之一，当时该线称为圣塔克拉里塔线（Santa Clarita Line）。
最初的路线从洛杉矶联合车站到圣塔克拉里塔。当时计划在通车后十到十五年左右将线路北衍到羚羊谷，而在1994年的北岭地震后这些计划被加快实施，当时的地震导致14号国道（羚羊谷高速公路）到5号州际公路（金州高速公路）被损坏，但是在公路旁的两条铁路并没有受到影响。地震发生后南加州地区铁路管理局决定延长线路以缓解当地出行的交通需求，地震发生两天后该线的北行终点站就由塔克拉里塔北延到兰开斯特。2007年9月羚羊谷线开始由只在工作日运营改为每日运营。
在工作日羚羊谷线一天有30班车次，而星期六为12班星期天则为6班。